# Puente del Arenal
El puente del Arenal es un puente sobre la ría de Bilbao, en Vizcaya (País Vasco, España).
Desde él pueden verse el Teatro Arriaga, El Arenal, la Estación de Santander o de La Concodia y en la calle Bailén n.º 1, el primer rascacielos de Bilbao, destinado a oficinas.

## Historia
Con el crecimiento de Bilbao, el corazón urbano de la villa se estaba desplazando de las primitivas Siete Calles. Y los bilbaínos sabían que la principal manera de que la ciudad se expandiera era por la zona de Abando. De hecho, el tránsito entre bilbaínos y abandotarras, a través del pasaje de la ría en barca, era cada vez más fluido. Era inminente, por lo tanto, la unión de ambas márgenes, que, hasta entonces, solamente era posible por el puente de San Antón o por el puente colgante de San Francisco.

### Puente de hierro (1845-1876)

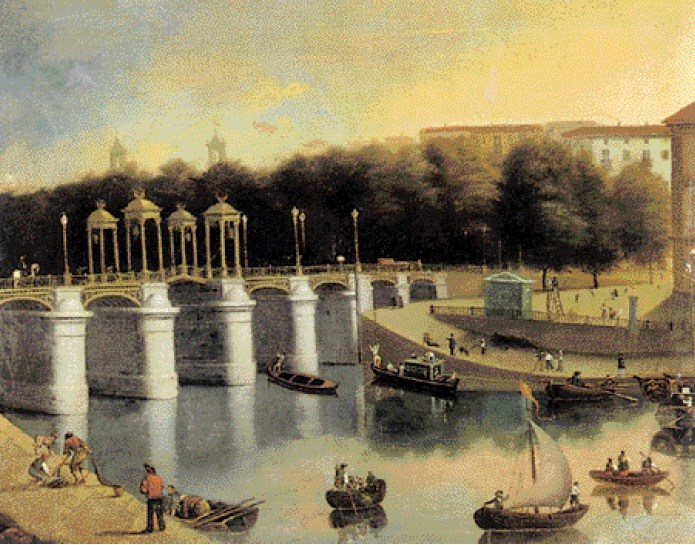
Puente a mediados del, por Juan de Barroeta

Las quejas de los ciudadanos dieron su fruto. La obra fue proyectada en 1844, se empezó a construir en 1845 y se terminó en 1847. Se cree que el arquitecto Amado Lázaro tuvo que ver con la construcción del puente. Fue el tercer puente sobre la ría, convirtiéndose en la principal vía de unión moderna de la villa con la República de Abando (entre el Arenal y Ripa). Era de estructura metálica (fue el primer puente español de fundición conocido) con hojas levadizas en su parte central y fue bautizado con el nombre de Isabel II. Sus elementos metálicos fueron fundidos en la recientemente inaugurada Fundiciones Santa Ana de Bolueta en Bilbao. La propia reina quiso ver el puente durante su visita en 1865, en la que vino acompañada por el príncipe de Asturias, el futuro rey Alfonso XII. En 1866 dejaron de funcionar las hojas levadizas en su parte central. Era un puente de peaje que se cobró hasta 1870. Por este motivo, los habitantes de Abando construyeron el puente de los Fueros, en 1867.
Durante los años posteriores a su construcción fue deteriorándose progresivamente debido a las riadas y otras causas. Tres de sus arcos fueron sustituidos con tramos de madera, incluido el central levadizo que quedó inutilizado para el paso de veleros. El puente sufrió más daños por un bombardeo durante el tercer sitio de Bilbao el 2 de abril de 1874. Poco después, la noche del 11 al 12, fue parcialmente destruido por una riada.
Recientemente, ha sido redescubierto uno de sus arcos originales (el primero o el segundo desde la margen derecha) colocado en 1876 sobre el río Udondo en la carretera de Bilbao a Las Arenas (Guecho). Junto con el puente de Isabel II de Sevilla, es la única permanencia de la ingeniería de puentes de fundición en España.

### Puente de piedra (1878-1937)

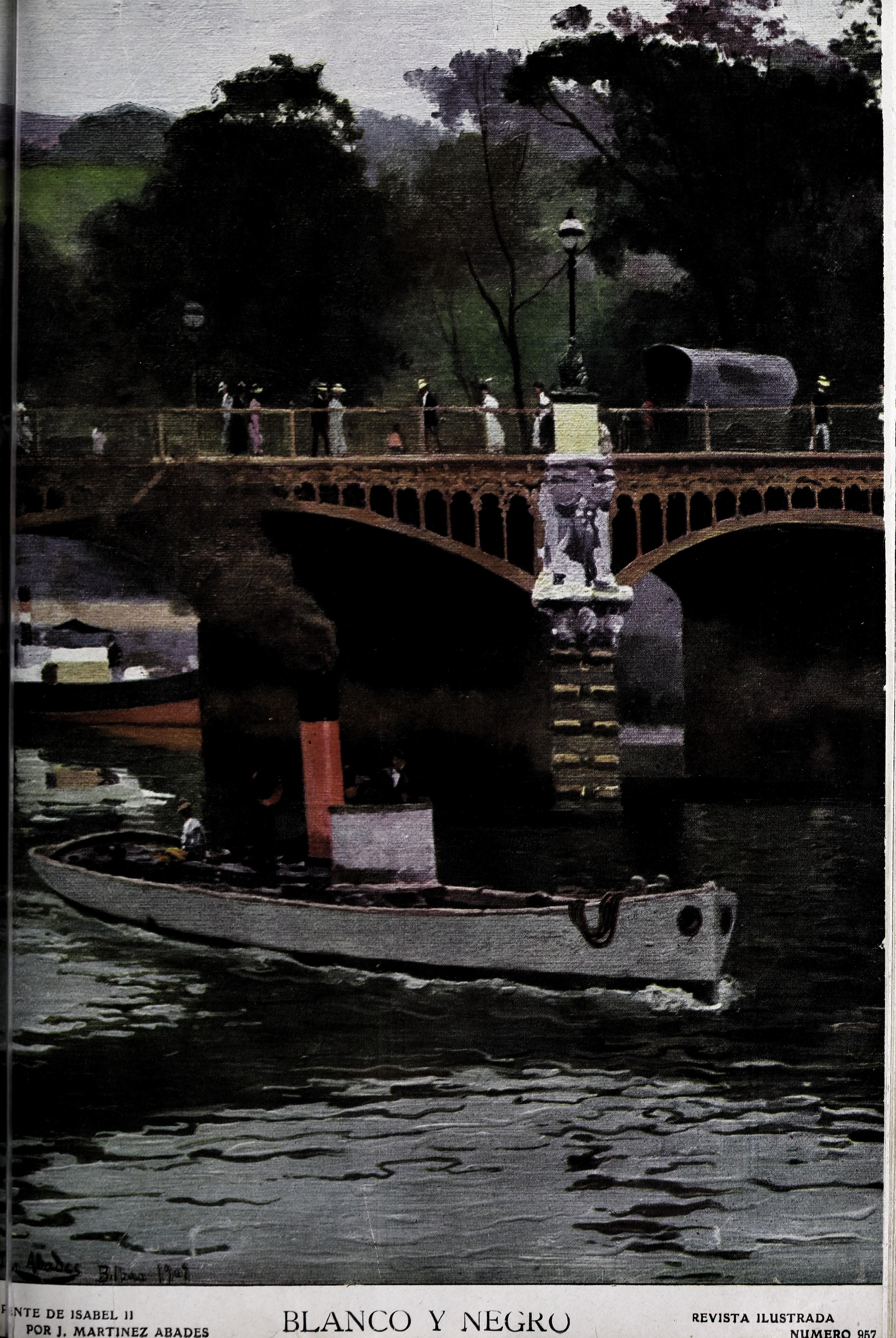
Puente en 1909, por Juan Martínez Abades (en Blanco y Negro)

En 1876 se aprobó uno de los proyectos del ingeniero Adolfo de Ibarreta, un puente formado por tres arcos de piedra, que sustituyese al deteriorado puente de fundición. Fue inaugurado el 1 de diciembre de 1878. Con la estructura fija, el tránsito fluvial ría arriba, se limitó al paso exclusivo de gabarras y pequeñas embarcaciones a vapor. Este puente de Isabel II, ampliado la superficie de su tránsito, permitía el paso de tranvías y de viandantes y tenía una anchura inicial entre barandillas de 12,4 m. Hacia 1903 se amplió, añadiendo unos arcos de hierro.
En junio de 1937, durante la Guerra Civil, se voló el puente y se construyó uno provisional por medio de gabarras y tablones, muy cerca del puente ya dinamitado.

### Puente de hormigón armado (1940 hasta la actualidad)
Entretanto, se construía el actual puente de hormigón armado, que fue inaugurado en 1940, con el nombre de puente de la Victoria.
En 1980 pasó nuevamente a llamarse puente del Arenal. En esos años se eliminan los elementos decorativos (hitos de acceso, barandillado, etc.) de temática relativa al régimen de Franco. 